# Melitta schmiedeknechti
Melitta schmiedeknechti är en biart som beskrevs av Heinrich Friese 1898. Melitta schmiedeknechti ingår i släktet blomsterbin, och familjen sommarbin. Inga underarter finns listade i Catalogue of Life.